# Nathalie di Sayn-Wittgenstein-Berleburg
Nathalie di Sayn-Wittgenstein-Berleburg (nome completo in tedesco Nathalie Xenia Margarete Benedikte; Copenaghen, 2 maggio 1975) è una cavallerizza danese.
Alle Olimpiadi di Pechino 2008 ha vinto una medaglia di bronzo nel dressage a squadre con il cavallo Digby. Ha anche partecipato alle competizioni delle Olimpiadi di Londra 2012.

## Biografia
È figlia della principessa Benedetta di Danimarca, sorella minore della regina Margherita II di Danimarca, e del consorte Riccardo II, VI Principe di Sayn-Wittgenstein-Berleburg.
Ha sposato il 27 maggio 2010 Alexander Johannsmann (nato il 6 dicembre 1977). La coppia ha due figli:
- Konstantin Gustav Heinrich Richard Johannsmann (nato il 24 luglio 2010)[2][3]
- Louisa Margareta Benedikte Hanna Johannsmann (nata il 28 gennaio 2015)[4]

## Palmarès
- Olimpiadi

Pechino 2008: bronzo nel dressage a squadre.

## Ascendenza
|                                                               |                              |                                                 | Genitori                                                   |  |  | Nonni |  |  | Bisnonni                                                  |  |  | Trisnonni                                                |  |
|                                                               |                              |                                                 |                                                            |  |  |       |  |  | 8. Riccardo I, IV principe di Sayn-Wittgenstein-Berleburg |  |  | 16. Gustavo, III principe di Sayn-Wittgenstein-Berleburg |  |
|                                                               |                              |                                                 |                                                            |  |  |       |  |  | 8. Riccardo I, IV principe di Sayn-Wittgenstein-Berleburg |  |  | 16. Gustavo, III principe di Sayn-Wittgenstein-Berleburg |  |
|                                                               |                              | 17. Marie von Gemmingen-Hornberg                |                                                            |  |  |       |  |  | 8. Riccardo I, IV principe di Sayn-Wittgenstein-Berleburg |  |  |                                                          |  |
| 4. Gustavo Alberto, V principe di Sayn-Wittgenstein-Berleburg |                              |                                                 |                                                            |  |  |       |  |  | 8. Riccardo I, IV principe di Sayn-Wittgenstein-Berleburg |  |  |                                                          |  |
|                                                               |                              | 9. Madeleine zu Löwenstein-Wertheim-Freudenberg | 18. Alfredo di Löwenstein-Wertheim-Freudenberg             |  |  |       |  |  |                                                           |  |  |                                                          |  |
|                                                               |                              | 9. Madeleine zu Löwenstein-Wertheim-Freudenberg | 18. Alfredo di Löwenstein-Wertheim-Freudenberg             |  |  |       |  |  |                                                           |  |  |                                                          |  |
|                                                               |                              | 9. Madeleine zu Löwenstein-Wertheim-Freudenberg | 19. Pauline von Reichenbach-Lessonitz                      |  |  |       |  |  |                                                           |  |  |                                                          |  |
| 2. Riccardo II, VI principe di Sayn-Wittgenstein-Berleburg    |                              | 9. Madeleine zu Löwenstein-Wertheim-Freudenberg |                                                            |  |  |       |  |  |                                                           |  |  |                                                          |  |
|                                                               |                              | 10. Charles Louis Fouché, VI duca d'Otranto     | 20. Gustave Fouché, V duca d'Otranto                       |  |  |       |  |  |                                                           |  |  |                                                          |  |
|                                                               |                              | 10. Charles Louis Fouché, VI duca d'Otranto     | 20. Gustave Fouché, V duca d'Otranto                       |  |  |       |  |  |                                                           |  |  |                                                          |  |
|                                                               |                              | 10. Charles Louis Fouché, VI duca d'Otranto     | 21. Catharina Terese Lovisa Fredrika Elisabet von Stedingk |  |  |       |  |  |                                                           |  |  |                                                          |  |
| 5. Margareta Fouché d'Otrante                                 |                              | 10. Charles Louis Fouché, VI duca d'Otranto     |                                                            |  |  |       |  |  |                                                           |  |  |                                                          |  |
|                                                               |                              | 11. Hedvig Douglas                              | 22. Ludvig Vilhelm August Douglas                          |  |  |       |  |  |                                                           |  |  |                                                          |  |
|                                                               |                              | 11. Hedvig Douglas                              | 22. Ludvig Vilhelm August Douglas                          |  |  |       |  |  |                                                           |  |  |                                                          |  |
|                                                               |                              | 11. Hedvig Douglas                              | 23. Anna Louise, contessa di Ehrensvärd                    |  |  |       |  |  |                                                           |  |  |                                                          |  |
| 1. Nathalie di Sayn-Wittgenstein-Berleburg                    |                              | 11. Hedvig Douglas                              |                                                            |  |  |       |  |  |                                                           |  |  |                                                          |  |
|                                                               | 12. Cristiano X di Danimarca | 24. Federico VIII di Danimarca                  |                                                            |  |  |       |  |  |                                                           |  |  |                                                          |  |
|                                                               | 12. Cristiano X di Danimarca | 24. Federico VIII di Danimarca                  |                                                            |  |  |       |  |  |                                                           |  |  |                                                          |  |
|                                                               | 12. Cristiano X di Danimarca | 25. Luisa di Svezia                             |                                                            |  |  |       |  |  |                                                           |  |  |                                                          |  |
| 6. Federico IX di Danimarca                                   | 12. Cristiano X di Danimarca |                                                 |                                                            |  |  |       |  |  |                                                           |  |  |                                                          |  |
|                                                               |                              | 13. Alessandrina di Meclemburgo-Schwerin        | 26. Federico Francesco III di Meclemburgo-Schwerin         |  |  |       |  |  |                                                           |  |  |                                                          |  |
|                                                               |                              | 13. Alessandrina di Meclemburgo-Schwerin        | 26. Federico Francesco III di Meclemburgo-Schwerin         |  |  |       |  |  |                                                           |  |  |                                                          |  |
|                                                               |                              | 13. Alessandrina di Meclemburgo-Schwerin        | 27. Anastasija Michajlovna Romanova                        |  |  |       |  |  |                                                           |  |  |                                                          |  |
| 3. Benedetta di Danimarca                                     |                              | 13. Alessandrina di Meclemburgo-Schwerin        |                                                            |  |  |       |  |  |                                                           |  |  |                                                          |  |
|                                                               |                              | 14. Gustavo VI Adolfo di Svezia                 | 28. Gustavo V di Svezia                                    |  |  |       |  |  |                                                           |  |  |                                                          |  |
|                                                               |                              | 14. Gustavo VI Adolfo di Svezia                 | 28. Gustavo V di Svezia                                    |  |  |       |  |  |                                                           |  |  |                                                          |  |
|                                                               |                              | 14. Gustavo VI Adolfo di Svezia                 | 29. Vittoria di Baden                                      |  |  |       |  |  |                                                           |  |  |                                                          |  |
| 7. Ingrid di Svezia                                           |                              | 14. Gustavo VI Adolfo di Svezia                 |                                                            |  |  |       |  |  |                                                           |  |  |                                                          |  |
|                                                               |                              | 15. Margherita di Connaught                     | 30. Arturo, duca di Connaught e Strathearn                 |  |  |       |  |  |                                                           |  |  |                                                          |  |
|                                                               |                              | 15. Margherita di Connaught                     | 30. Arturo, duca di Connaught e Strathearn                 |  |  |       |  |  |                                                           |  |  |                                                          |  |
|                                                               |                              | 15. Margherita di Connaught                     | 31. Luisa Margherita di Prussia                            |  |  |       |  |  |                                                           |  |  |                                                          |  |
|                                                               |                              | 15. Margherita di Connaught                     |                                                            |  |  |       |  |  |                                                           |  |  |                                                          |  |